# کوزمودمیانوفکا
کوزمودمیانوفکا (به لاتین: Kozmodemyanovka) یک منطقهٔ مسکونی در روسیه است که در استان آمور واقع شده‌است.